# Ernest Albert Garlington

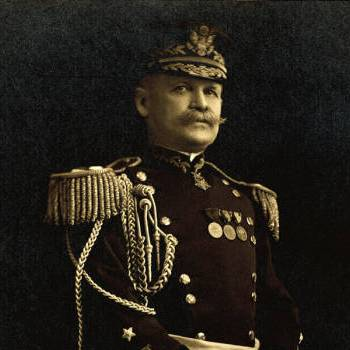
Brigadegeneral Ernest Albert Garlington (1911)

Ernest Albert Garlington (* 20. Februar 1853 in Newberry, South Carolina; † 16. Oktober 1934 in San Diego, Kalifornien) war ein US-amerikanischer Brigadegeneral der US Army, der für seine herausragende Tapferkeit beim Massaker von Wounded Knee am 29. Dezember 1890 während der Indianerkriege mit der Medal of Honor ausgezeichnet wurde, der höchsten militärischen Auszeichnung der US-amerikanischen Regierung. Zuletzt war er zwischen 1906 und 1917 als Generalinspekteur des Heeres (Inspector General of the United States Army) und spielte eine unrühmliche Rolle bei der Untersuchung der sogenannten „Brownsville-Affäre“ vom August 1906.

## Leben

### Offiziersausbildung, Indianerkriege und Kriege auf Kuba und den Philippinen

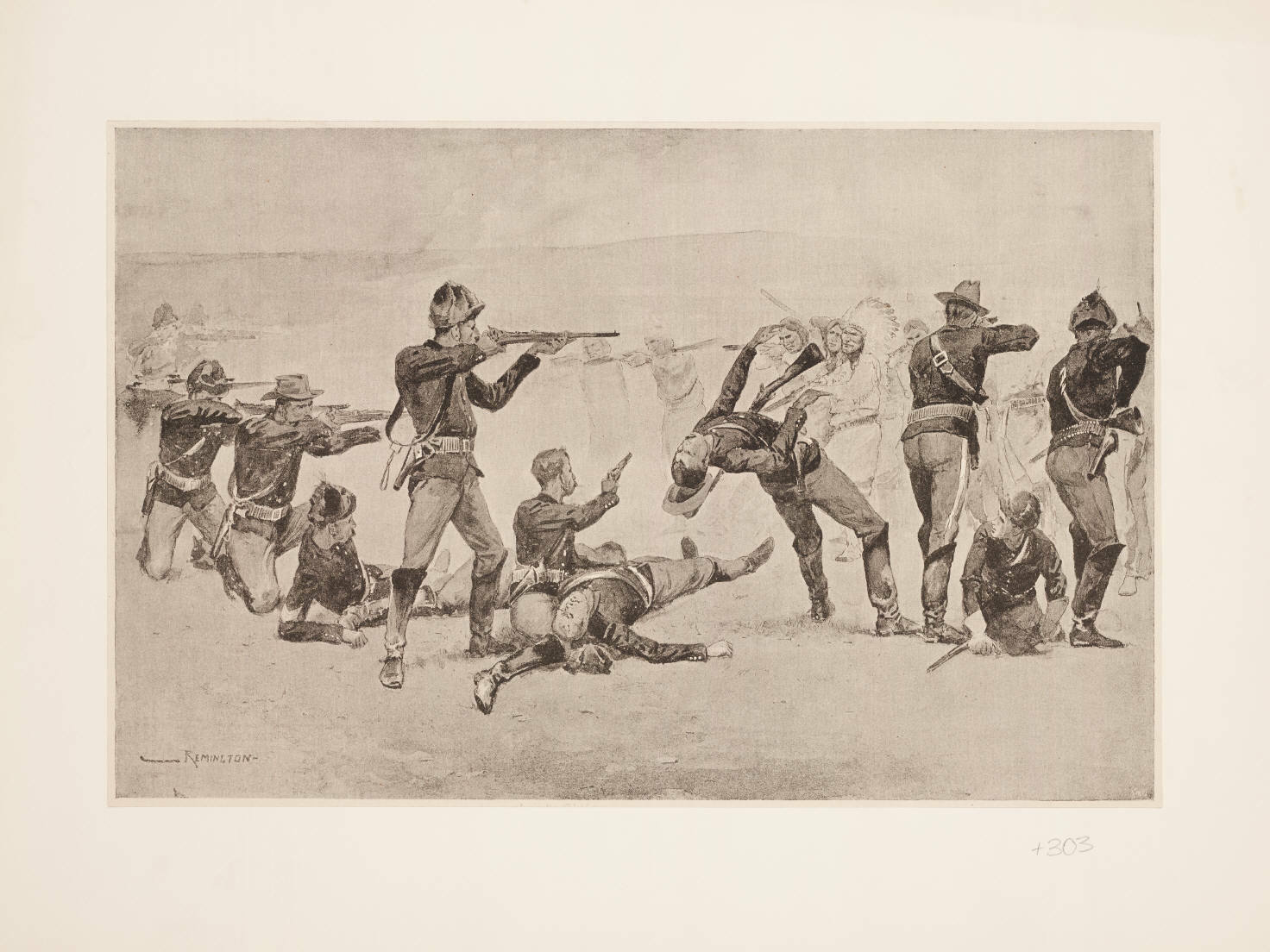
Für seine herausragende Tapferkeit beim Massaker von Wounded Knee am 29. Dezember 1890 während der Indianerkriege wurde Ernest Albert Garlington mit der Medal of Honor ausgezeichnet, der höchsten militärischen Auszeichnung der US-amerikanischen Regierung.

Ernest Albert Garlington war das zweite von fünf Kindern des Brigadegenerals der Confederate States Army während des Sezessionskrieges Albert Creswell Garlington und dessen Ehefrau Sally Lark Moon Garlington. Nach dem Schulbesuch begann er 1869 ein Studium an der University of Georgia sowie am 1. Juli 1872 eine Offiziersausbildung an der US Military Academy in West Point, die er 1876 abschloss. Danach wurde er am 15. Juni 1876 als Leutnant in das 7. Kavallerieregiment (7th Cavalry Regiment) aufgenommen und bereits zehn Tage später am 25. Juni 1876 zum Oberleutnant befördert, um die Offiziere des Regiments zu ersetzen, die unter Oberstleutnant George Armstrong Custer in der Schlacht am Little Bighorn gefallen waren. In der Folgezeit nahm er selbst an den Indianerkriegen teil und war vom 6. Juni 1877 bis zum 30. November 1891 Regimentsadjutant. 1883 war er Leiter einer der fehlgeschlagenen Expeditionen zur Versorgung von Adolphus Greely bei dessen Polarexpedition. Beim Massaker von Wounded Knee am 29. Dezember 1890 wurde er schwer verwundet und für seine herausragende Tapferkeit mit der Medal of Honor ausgezeichnet wurde, der höchsten militärischen Auszeichnung der US-amerikanischen Regierung. Die Medal of Honor wurde am 26. September 1893 ausgestellt.
Am 3. Dezember 1891 wurde Garlington zum Hauptmann befördert und 1894 Mitglied des Ausschusses für die Erarbeitung von Ausbildungsrichtlinien für die Kavallerie. Nach seiner Beförderung zum Major am 2. Januar 1895 wechselte er ins Büro des Generalinspekteurs des Heeres. Er war während des Spanisch-Amerikanischen Krieges (23. April bis 12. August 1898) Generalinspekteur der Heerestruppen auf Kuba, wo er an der Schlacht um Santiago de Cuba (22. Juni bis 17. Juli 1898) teilnahm. Er wurde während dieser Zeit am 7. Juli 1898 zum Oberstleutnant befördert. Anschließend nahm er als Generalinspekteur der Heerestruppen auf den Philippinen auch am Philippinisch-Amerikanischen Krieg teil (4. Februar 1899 bis 4. Juli 1902) teil und erhielt während seiner dortigen Verwendung am 1. März 1901 seine Beförderung zum Oberst. Er war nach anderen Verwendungen zwischen dem 2. Mai 1905 und dem 4. Juni 1906 abermals Generalinspekteur der Heerestruppen auf den Philippinen.

### Generalinspekteur des Heeres und Brownsville-Affäre
Nach seiner Rückkehr in die USA wurde Garlington am 1. Oktober 1906 zum Brigadegeneral befördert und übernahm daraufhin von Brigadegeneral George H. Burton den Posten als Generalinspekteur des Heeres (Inspector General of the United States Army). Diesen Posten bekleidete er bis zum 20. Februar 1917, woraufhin Generalmajor John Loomis Chamberlain seine Nachfolge antrat.
Während seiner Amtszeit war er 1908 Vorsitzender einer Militärkommission zur Untersuchung der sogenannten „Brownsville-Affäre“. Bei dem berüchtigten "Brownsville Incident" hatten im August 1906 rassistische weiße Texaner versucht, sämtliche afroamerikanischen Soldaten der Garnison Brownsville festzunehmen, weil diese angeblich nachts die weißen Zivilisten angriffen. Dieser eigentliche „Angriff“ im August 1906 wurde in Wirklichkeit von mehreren weißen Angehörigen der Bevölkerung, die als Soldaten verkleidet waren, durchgeführt und führte dazu, dass mehrere Zivilisten getötet und verwundet wurden. General Garlington war einer von zwei Beamten, der entsandt wurden, um den Vorfall zu untersuchen. Als gebürtiger Mann aus South Carolina empfand er keine Zuneigung zu den afroamerikanischen Soldaten und ignorierte jegliche Aussage, die der Version der weißen Bürger und den „Beweisen“ widersprach. Zum großen Teil aufgrund seiner voreingenommenen Untersuchung wurden alle 167 afroamerikanischen Soldaten der Garnison zu Unrecht unehrenhaft entlassen. Erst 1972 wurden diese Soldatenentlassungen in „ehrenwert“ geändert. 1911 nahm er im Deutschen Kaiserreich als Beobachter an den Manövern des Deutschen Heeres teil. Am 20. Februar 1917 schied er formell aus dem aktiven Militärdienst aus, war aber noch nach dem Kriegseintritt der Vereinigten Staaten in den Ersten Weltkrieg am 6. April 1917 vom 30. April bis zum 21. September 1917 als Berater dem Generalstab im US-Kriegsministerium (War Department General Staff) zugeordnet.
Aus seiner Ehe mit Anna Bowers Buford Garlington gingen die beiden Söhne Creswell Garlington und Bufford Carlington sowie die Tochter Sally Garlington Chamberlin hervor. Creswell Garlington war während des Zweiten Weltkrieges ebenfalls Brigadegeneral der US Army. Nach seinem Tode wurde Ernest Albert Garlington auf dem Nationalfriedhof Arlington bestattet.

## Veröffentlichungen
- Historical Sketches of the Seventh Cavalry Regiment. A Catechism on Cavalry Outposts
- Reconnaissance, Patrols, Advance and Rear Guards

## Auszeichnungen
Auswahl der Dekorationen, sortiert in Anlehnung an die Order of Precedence of Military Awards:
- Medal of Honor